# Karin Friberg
Karin Friberg (* 17. November 1989) ist eine ehemalige US-amerikanische Skispringerin.

## Werdegang
Friberg, die für den Saint Paul Ski Club startete, gab ihr internationales Debüt am 21. Juli 2006 im Rahmen des Skisprung-Continental-Cups, der seinerzeit höchsten Klasse im Damen-Skispringen. Bereits bei den ersten beiden Springen in Park City gewann sie als 24. erste Continental-Cup-Punkte. Jedoch konnte sie dieses Ergebnis bei ihren ersten Springen in Europa, in Pöhla und Meinerzhagen nicht wiederholen. Im Winter 2006/07 startete Friberg nicht. In Lake Placid im August 2007 gelangen ihr erneut Punktegewinne, ebenso im September in Park City.
Im Februar 2008 gab sie ihr Winterdebüt und blieb dabei in Breitenberg deutlich hinter der Weltspitze zurück. Auch in Baiersbronn und Schönwald im Schwarzwald gelang ihr nicht der Durchbruch. Bei der Nordischen Junioren-Skiweltmeisterschaft 2008 in Zakopane sprang sie im Einzel von der Normalschanze auf Rang 29. Im August 2008 gelang ihr in Bischofsgrün nach dem Debakel im Winter erneut ein Punktegewinn beim Mattenspringen.
Zur Saison 2008/09 gelangen Friberg auch bei den Winterspringen erstmals Punktgewinne. Bereits im Dezember 2008 erreichte sie in drei von vier Springen in Park City und Vancouver eine Top-30-Platzierung. Bei der Nordischen Junioren-Skiweltmeisterschaft 2009 in Štrbské Pleso wurde sie am Ende 32. von der Normalschanze. Nur einen Tag später erreichte sie als 19. beim Springen in Zakopane das beste Einzelresultat ihrer Karriere im Continental Cup. Es war zudem ihre letzte Platzierung innerhalb der Punkteränge. Am Ende belegte sie Rang 55 der Gesamtwertung.
In der Folge gelang es Friberg nicht mehr, ihre Leistungen weiter zu verbessern. Zudem gelang ihr bis zur Saison 2010/11 kein Punktegewinn mehr, weshalb sie ihre internationale Karriere mit einem vierten Platz beim FIS-Springen in Lake Placid im Oktober 2011 beendete, nachdem sie die Saison 2010/11 bereits im Dezember 2010 abgebrochen hatte.

## Erfolge

### Continental-Cup-Platzierungen
| Saison  | Platz | Punkte |
| ------- | ----- | ------ |
| 2006/07 | 52.   | 14     |
| 2007/08 | 49.   | 30     |
| 2008/09 | 55.   | 22     |